# Вале (Клуж)
Вале (рум. Vale) — село у повіті Клуж в Румунії. Входить до складу комуни Алуніш.
Село розташоване на відстані 346 км на північний захід від Бухареста, 35 км на північ від Клуж-Напоки.

## Населення
За даними перепису населення 2002 року у селі проживали 168 осіб, усі — румуни. Усі жителі села рідною мовою назвали румунську.